# Piaski (gmina Odrzywół)
Piaski – wieś w Polsce, położona w województwie mazowieckim, w powiecie przysuskim, w gminie Odrzywół.
W latach 1975–1998 miejscowość administracyjnie należała do województwa radomskiego.